# کل سرخ
کَل سرخ یا لچوهٔ سرخ (نام علمی: Kobus leche) نام یک گونه از سرده کل‌های آفریقایی است. این  آنتلوپ در تالاب‌های جنوب مرکزی آفریقا زندگی می‌کند. 

## پراکنش
لچوه سرخ یا لچوه جنوبی، بومی بوتسوانا، زامبیا، جنوب شرقی جمهوری دموکراتیک کنگو، شمال شرقی نامیبیا و شرق آنگولا است.

## نگارخانه

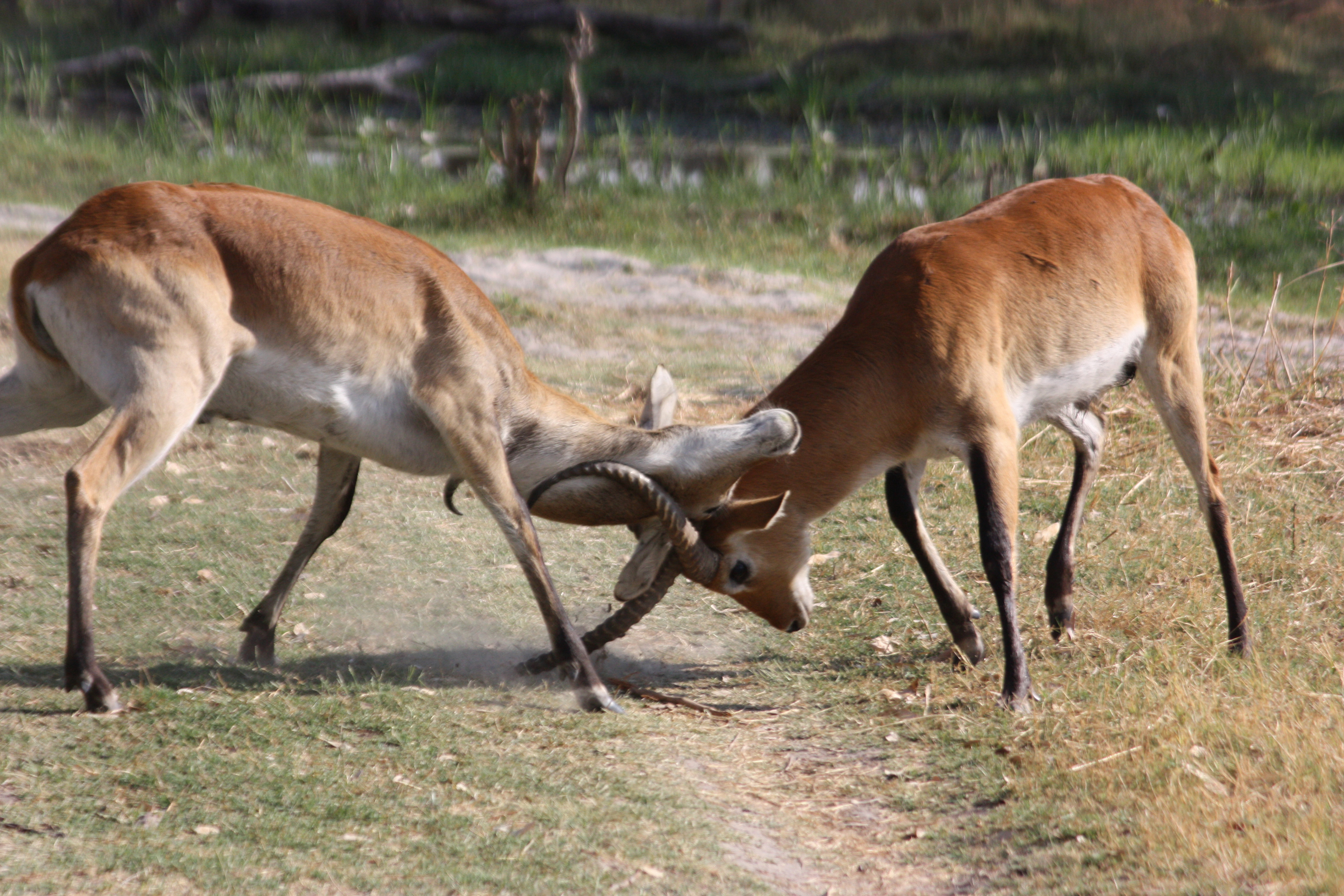
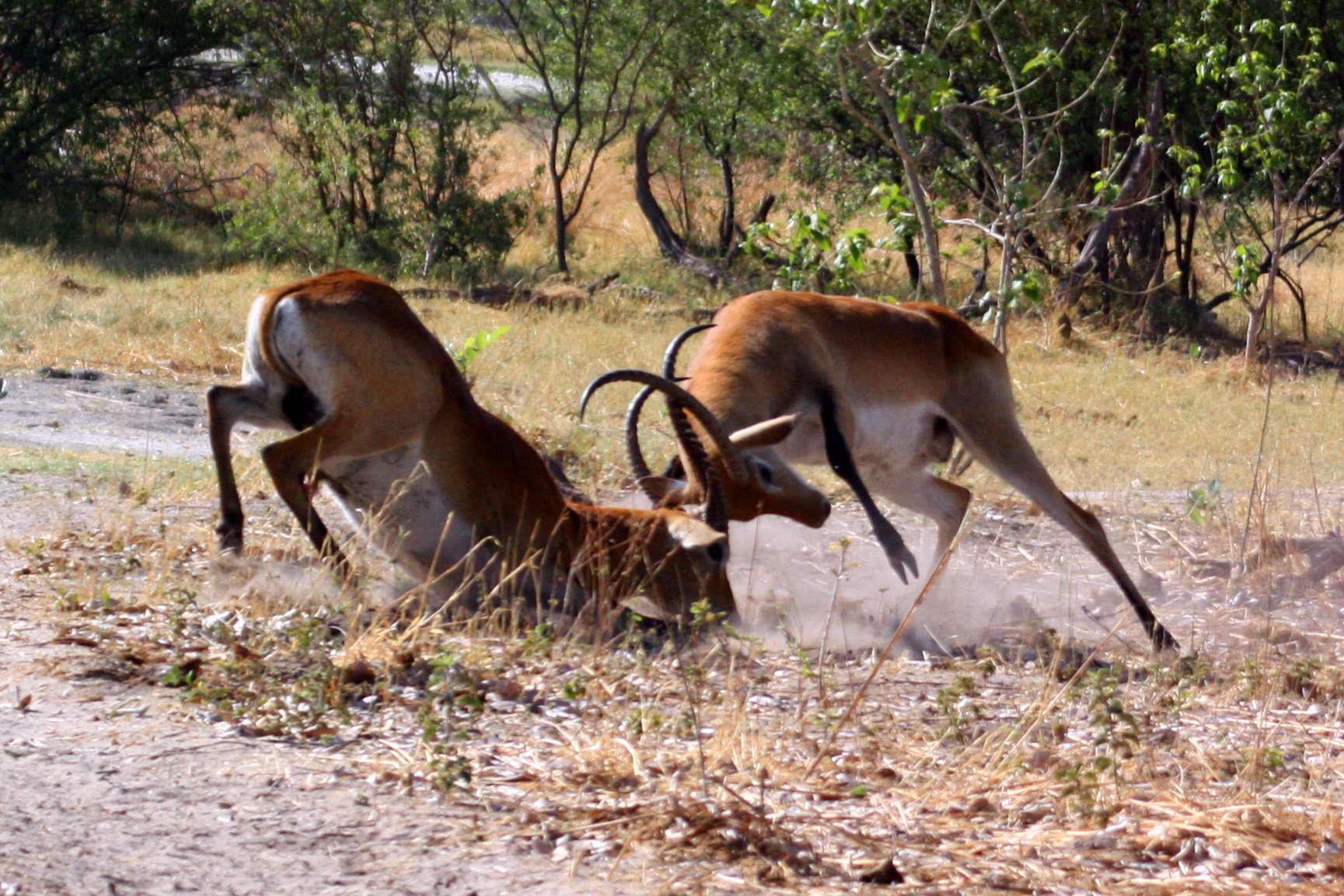
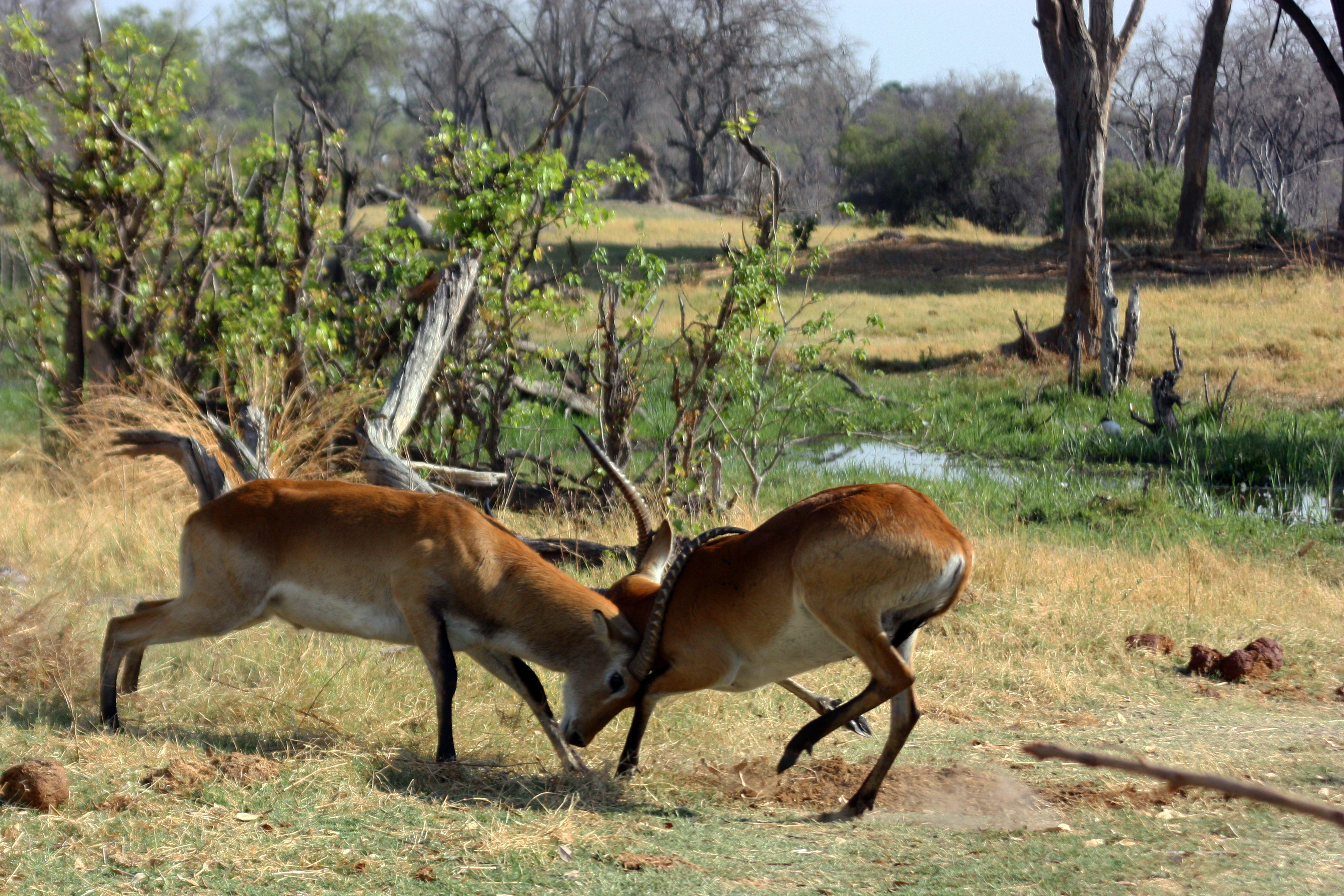
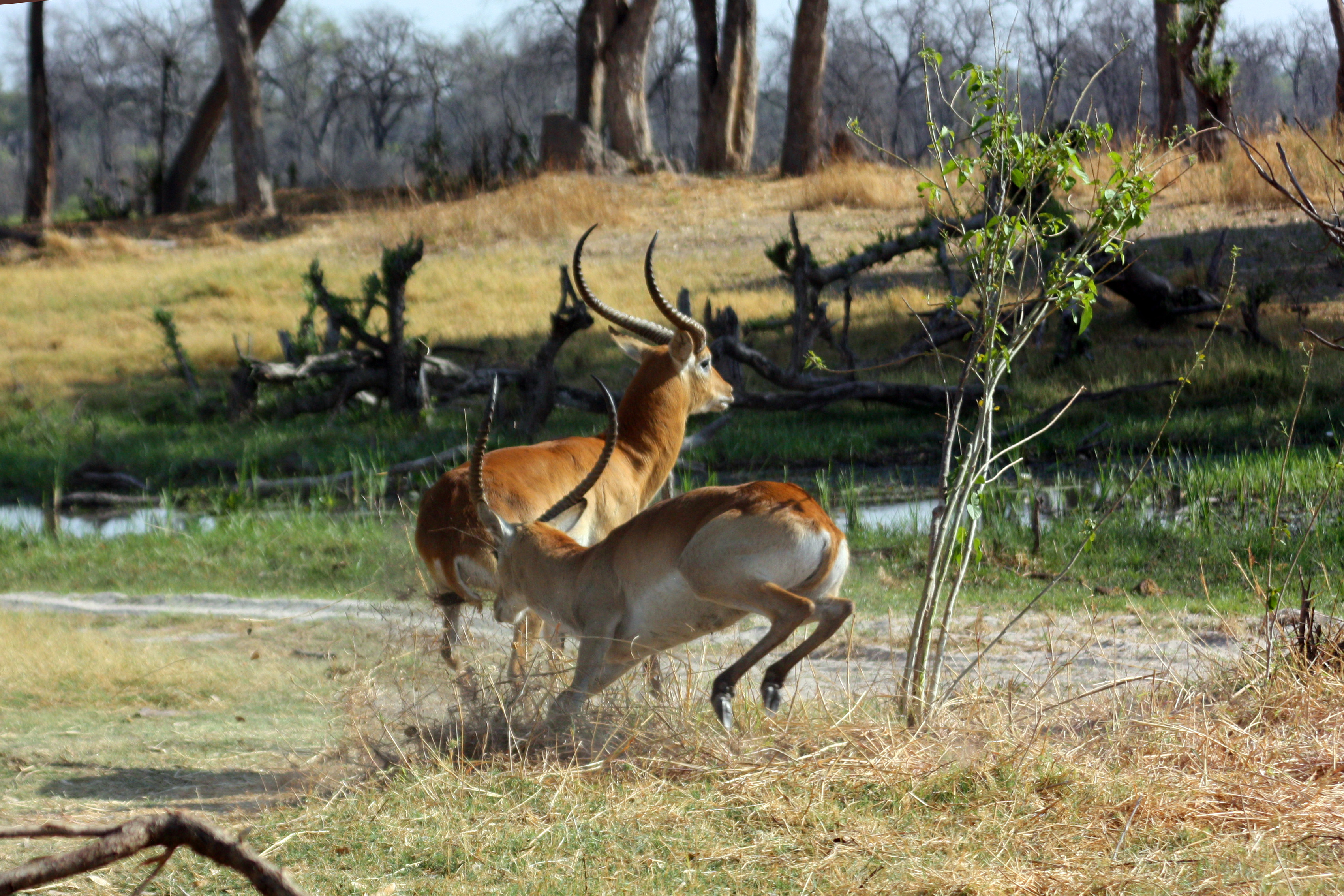
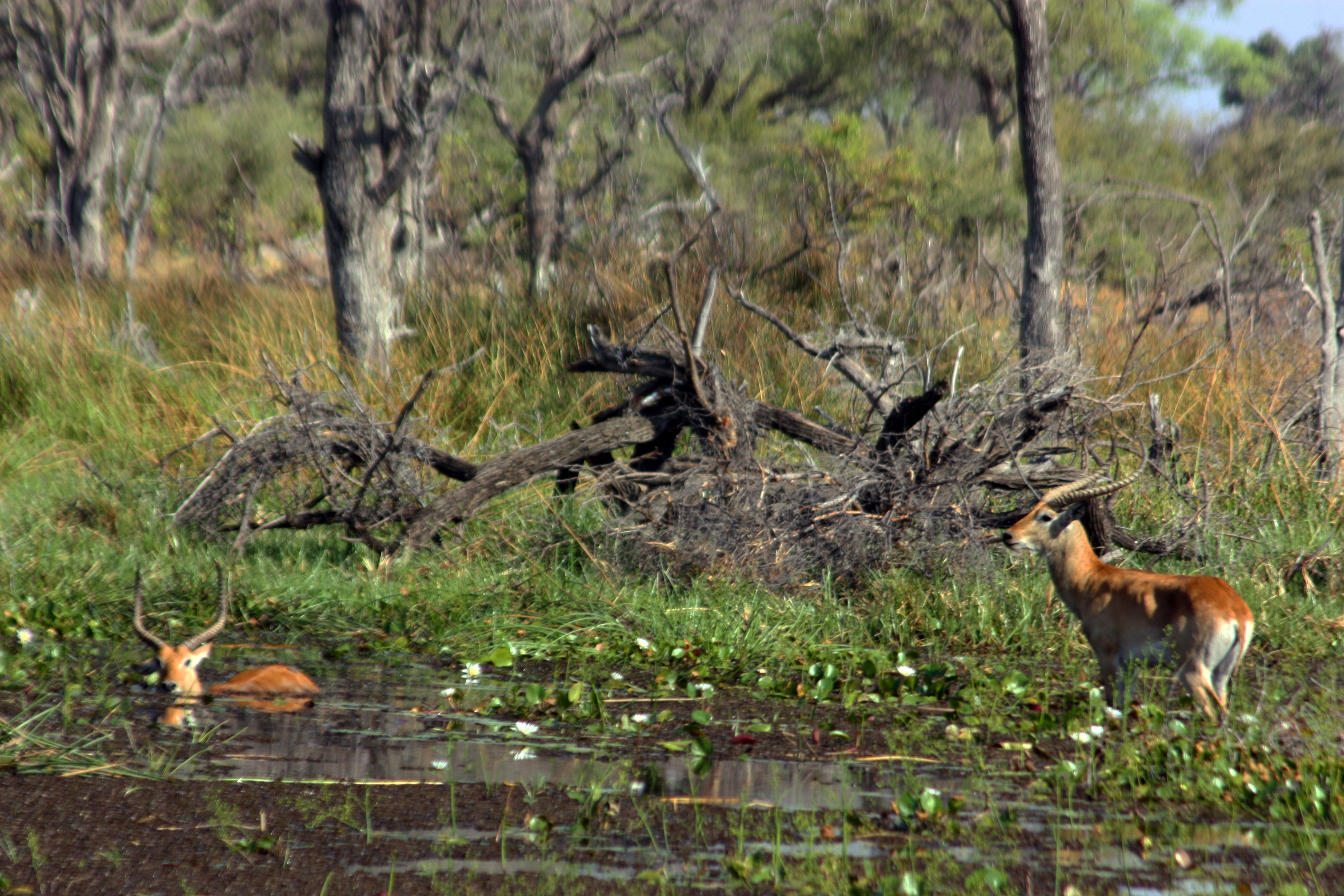